# رام جوبال باجاج
رام جوبال باجاج هو ممثل هندي (وحمل سابقاً جنسية الراج البريطاني)، ولد في 5 مارس 1940 في الهند. من الجوائز التي نالها جائزة سانجيت ناتاك أكاديمي ‏.

## جوائز
- جائزة سانجيت ناتاك أكاديمي [الإنجليزية]‏

## وصلات خارجية
- رام جوبال باجاج على موقع IMDb (الإنجليزية)
- رام جوبال باجاج على موقع أول موفي (الإنجليزية)
- رام جوبال باجاج على موقع قاعدة بيانات الأفلام السويدية (السويدية)
- رام جوبال باجاج على موقع قاعدة بيانات الفيلم (الإنجليزية)
- رام جوبال باجاج على موقع كينوبويسك (الروسية)